# Монтбреїт
Монтбреїт (рос. монтбрейит; англ. montbrayite; нім. Montbrayit m) — мінерал, телурид золота.

## Загальний опис
Хімічна формула: Au2Te3.
Містить (%): Au — 50,77; Te — 49,23.
Домішки: Bi, Pb, Sb, Ag.
Сингонія триклінна.
Спайність по (110), (011) і (111).
Форми виділення: зерна неправильної форми, суцільні маси.
Густина 9,94.
Твердість 2,5.
Колір жовтувато-білий.
Блиск сильний металічний.
Дуже крихкий.
Злам раковистий.
Анізотропний.
Зустрічається разом з самородним золотом, телуробісмутитом, алтаїтом і сульфідами в родов. Роб-Монтбрей (оз. Абітібі, пров. Квебек, Канада).
Рідкісний.
За назвою родов. Роб-Монтбрей (М. А.Peacock, R.M.Thompson, 1945).